# Assicurazione
In diritto, l'assicurazione è un contratto tipico, in virtù del quale l'assicuratore, verso il pagamento di un premio, si obbliga a rivalere l'assicurato, nei limiti stabiliti, del danno provocatogli da un sinistro, o a pagare un capitale o una rendita al verificarsi di un evento attinente alla vita umana.

## Storia
Durante la preistoria l'essere umano avverte la necessità di provvedere alla propria sicurezza, accumulando riserve di cibo per affrontare l'inverno o i momenti difficili. L'introduzione della moneta mette a disposizione dell'essere umano un mezzo di dimensioni modeste ma tale da poter essere immediatamente convertito in beni di prima necessità o anche non indispensabili o voluttuari, quindi di facile accumulo fisico, il risparmio, per garantirsi una certa tranquillità. Tuttavia, non è possibile rispondere al proprio bisogno di sicurezza con il solo risparmio e si è ricorsi all'assicurazione. 
I due principi fondanti delle assicurazioni, ossia l'associazione di più persone con finalità assistenziali e il trasferimento del rischio da un soggetto all'altro, hanno origine molto antica, risalendo a casi riscontrati nel periodo babilonese e nell'antica Cina.
Nell'antica Grecia esistevano le eranoi, comunità che provvedevano alle spese funerarie per le famiglie più bisognose. A Roma esistevano molte società di assistenza, e come in Grecia anche i collegia tenuiorum provvedevano alla sepoltura di chi non poteva permettersi una cerimonia funebre. I collega militum svolgevano la stessa funzione per i soldati romani. I romani tuttavia non avevano l'assicurazione a premio, nonostante alcuni pareri contrari. Altri hanno ipotizzato che il foenus nauticum fosse una forma di assicurazione, ma si trattava di un mutuo aleatorio: era l'anticipo consegnato al capitano della nave o al proprietario nel caso la spedizione fosse andata in porto. Nell'alto Medioevo europeo nascono le gilde, che consentivano a gruppi di artigiani di tutelarsi dagli eventi infausti, diffondendosi soprattutto tra VIII e X secolo.

## Il contratto di assicurazione
La natura dei sistemi assicurativi (intendendo con questa locuzione tutto ciò che sta intorno all'attività assicurativa, vista sia da parte dell'assicurato che dell'assicuratore) è tale per cui gran parte delle norme e dei criteri che ne stanno alla base, è comune a tutti i Paesi e le differenze riguardano solo alcuni (pur anche molti) dettagli, ma questo non inficia la sostanziale uniformità delle norme e criteri che le regolano. 
Inoltre un potente elemento unificatore è la riassicurazione, sistema per sua natura internazionale, le cui esigenze si riflettono anche sull'operatività delle Compagnie per quanto riguarda la gestione delle assicurazioni dirette. In particolare, per quanto riguarda i sistemi assicurativi nazionali dei Paesi che aderiscono alla Comunità Europea, questa ha emesso direttive che uniformano ulteriormente il mercato assicurativo nei paesi aderenti. La libertà di stabilimento, ad esempio, comporta di per sé la tendenza all'uniformità di comportamenti, dei criteri di operatività e delle norme legislative. 
Alcune norme che in Italia trovano una regolamentazione legislativa nella parte che il Codice Civile dedica all'assicurazione (Libro IV, capo XX Dell'assicurazione, artt. dal 1882 al 1932, che include anche la riassicurazione), in altri paesi, quali ad esempio quelli di diritto anglosassone, dove si opera in regime di common law, vengono riportate fra le Condizioni generali di assicurazione (cosa che per altro, in parte, si fa anche in Italia, riprendendo nelle Condizioni generali di assicurazione, ad abundantiam, anche norme del CC.) obbligando così le parti allo stesso modo. Così regole importanti come ad esempio il principio indennitario, l'anticipato pagamento del premio, la coassicurazione diretta o indiretta, la cosiddetta "regola proporzionale" in caso di assicurazione parziale (art. 1907 CC), ecc. si applicano allo stesso modo in tutti i paesi del mondo.

### Oggetto del contratto assicurativo
L'assicurazione ha lo scopo precipuo di "trasformare il rischio in una spesa". Infatti attraverso la stipula di un contratto, l'assicurando "quantifica" il danno patrimoniale e si garantisce, pagando l'assicuratore, contro la possibilità di subirlo, in toto o in parte.
Più precisamente, si parla dell'esistenza di un'alea di rischio (rischio aleatorio), cioè che il verificarsi dell'evento temuto non sia "ineluttabile", secondo le conoscenze che si hanno in merito al momento della stipula del contratto. Affinché si possa concludere un contratto di assicurazione inoltre, occorre che l'eventuale verificarsi dell'evento oggetto del rischio non sia controllabile da nessuna delle due parti (né da parte di colui che intende cedere il rischio ad altri assicurandosi, né da parte di chi se lo assume, cioè della società di assicurazione).
A fronte del trasferimento del rischio (dall'assicurato alla società di assicurazione) l'assicurato (o chi per lui) paga un importo (detto "premio assicurativo") alla società di assicurazione che s'impegna a sopportare finanziariamente un ben identificato rischio fino ad un determinato limite massimo: capitale assicurato o massimale assicurativo. I due termini ("capitale assicurato" o "massimale assicurativo") hanno due significati diversi. Il primo è generalmente riferibile al valore assicurato di un bene patrimoniale conosciuto e quindi quantificabile a priori in relazione a un determinato evento dannoso che può distruggerlo parzialmente o interamente, mentre il secondo si riferisce generalmente a un limite massimo di indennizzo/risarcimento previsto dal contratto al verificarsi di un determinato evento dannoso.
Il costo determinato, detto "premio (dal latino pretius) assicurativo" viene calcolato in base alla probabilità che l'evento stesso si verifichi. Questa viene determinata sulla base di svariati elementi, i cui principali possono così essere riassunti:
a) tavole statistiche (attuariali);
b) esperienza mutualistica dell'impresa (fabbisogno dell'impresa);
c) esperienza mutualistica del mercato nel detto rischio.
I contratti assicurativi possono essere sottoscritti come libera scelta tra individui (o società) e società di assicurazione e possono riguardare i più svariati campi (assicurazioni sul verificarsi di infortuni, di malattie, di incidenti, di eventi naturali, ecc.).
Una tipologia particolare di questi contratti riguarda gli eventi della vita umana, intesi come morte o sopravvivenza; in quest'ultimo caso, il rischio è rappresentato dal venir meno dei mezzi economici per mantenere il tenore di vita acquisito.

### La classificazione del contratto di assicurazione
Il contratto d'assicurazione appartiene alla categoria dei "contratti consensuali", perché prende origine esclusivamente dall'accordo tra assicuratore e assicurato senza altre formalità.
Secondo il nostro Codice Civile (artt. 1882 e 1917) l'assicurazione è quel contratto con il quale l'assicuratore, dietro il pagamento di un premio, si obbliga:
1. a rivalere l'assicurato del danno ad esso prodotto da un sinistro (art. 1882 Codice Civile);
2. a tenere indenne l'assicurato quale civilmente responsabile di quanto questi deve pagare per danni arrecati a terzi (art. 1917 Codice Civile);
3. a pagare una rendita o un capitale al verificarsi di un dato evento attinente alla vita umana (art. 1882 Codice Civile). In tale articolo si definisce assicurato come la parte a cui si riferisce l'evento ed è il titolare dell'interesse protetto. Solitamente, si confonde specialmente nel linguaggio comune la fattispecie di "assicurato" impropriamente con contraente e beneficiario. Il contraente è colui che stipula il contratto e il beneficiario è il titolare del diritto alla prestazione (il contraente può nominare se stesso come beneficiario ma specialmente nell'assicurazione vita spesso ci si riferisce ad un terzo).

### L'efficacia del contratto ex art. 1372
Il contratto ha forza di legge tra le parti. Non può essere sciolto che per mutuo consenso o per cause ammesse dalla legge. Il contratto non produce effetto rispetto ai terzi che nei casi previsti dalla legge.
Vale la pena ricordare che, laddove le polizze d'assicurazione prevedano per l'anticipata risoluzione del contratto il pagamento di un'indennità, ciò non significa necessariamente che la risoluzione può essere unilaterale, occorre sempre e in ogni modo il consenso di tutte le parti coinvolte.
In passato, ma per certi casi ancor oggi, era l'assicurando che "proponeva" all'assicuratore un certo rischio, offrendo in cambio il pagamento di una somma (il "premio"). La proposta, stesa per iscritto (in genere su moduli già predisposti dall'assicuratore) poteva essere o meno accettata dalla Compagnia assicuratrice.
La proposta di assicurazione è irrevocabile per 15 giorni e il contratto si ritiene concluso solo quando l'assicuratore informa l'assicurato della propria disponibilità ad assumere il rischio alle condizioni riportate in proposta.

### Pagamento del premio
La somma che l'assicurato deve corrispondere all'assicuratore in cambio dell'assunzione del rischio da parte di quest'ultimo si chiama "premio". 

#### Caratteristiche del premio
Il premio è unico e indivisibile e deve sempre essere pagato anticipatamente rispetto all'ottenimento della copertura, pena la sospensione della copertura fino alle ore 24 del giorno in cui il pagamento viene effettuato. È possibile tuttavia rateizzare il pagamento del premio annuo scomponendolo in rate trimestrali o semestrali. In ogni caso la prima rata deve essere pagata prima dell'inizio del periodo di copertura. Questa operazione è considerata un fatto puramente finanziario, anche se il tardivo pagamento di una rata qualsiasi oltre il termine della propria scadenza comporta la sospensione della copertura assicurativa fino alle ore 24 del giorno in cui la rata viene pagata.

#### Le assicurazioni a regolazione del premio
Vi sono casi in cui viene assicurata con polizza unica una pluralità di soggetti ciascuno dei quali comporterebbe, se assicurato singolarmente alle stesse condizioni, il pagamento di un determinato ammontare di premio. In questi casi l'assicurazione copre la pluralità di soggetti e il premio che ne consegue è in genere inferiore alla somma dei premi che dovrebbero essere pagati se la copertura fosse stipulata singolarmente. Casi tipici di questo tipo di assicurazioni sono le coperture del parco autovetture di un'azienda di noleggio di autoveicoli e quelle (generalmente contro il rischio di infortunio durante l'attività lavorativa) stipulate da un'azienda a favore dei propri dipendenti a seguito di accordi sindacali (in questo caso per gli operai la copertura è integrativa di quella obbligatoria INAIL). Caratteristica di queste coperture è che il numero dei soggetti assicurati varia in aumento o diminuzione nel corso del medesimo periodo assicurativo (nel primo esempio, acquisto o vendita di autovetture, nel secondo assunzione di nuovo personale o dimissioni a qualunque titolo di dipendenti aziendali). Il premio effettivo dovuto quindi è noto solo alla fine del periodo assicurativo. Si procede perciò come segue:
- All'inizio del periodo assicurativo viene pagato un premio detto "anticipato" per un valore concordato nella trattativa che precede la stipula della polizza e che, grosso modo, si avvicina al valore della somma prevista per il totale dei soggetti assicurati all'inizio del periodo; l'azienda assicurata fornisce all'assicuratore l'elenco dei soggetti al momento presenti, con le relative caratteristiche che ne determinerebbero il premio singolo. Il pagamento di questa parte di premio è soggetto a tutte le condizioni previste per quello di una normale polizza, quindi la decorrenza della copertura dell'intera pluralità di soggetti presenti al momento dell'inizio del periodo assicurato non può essere anteriore alle ore 24 del giorno di pagamento.
- Nel corso del periodo assicurativo l'azienda assicurata segnala tempestivamente i nuovi ingressi (auto acquistate o personale assunto, rispettivamente, nei due casi citati) con le caratteristiche che ne determinano il premio singolo di ciascuno, e le uscite di soggetti in copertura (vendita di singole autovetture o dimissioni di dipendenti a qualunque titolo, rispettivamente nei casi citati a esempio). È importante osservare che nel caso di nuovi ingressi la copertura dei medesimi inizia non prima delle ore 24 del giorno in cui perviene la segnalazione all'assicuratore.
- Al termine del periodo assicurativo la società assicuratrice procede al calcolo dei ratei di premio afferenti ai nuovi ingressi, dalla data di ingresso a quella di scadenza del periodo assicurativo e di quelli "non goduti" dai soggetti usciti, relativi al periodo che va dall'uscita alla scadenza della copertura a termini di polizza. Questi due importi vengono aggiunti, il primo con il segno più e il secondo con il segno meno, al valore del premio che attiene alla consistenza numerica dei soggetti che erano presenti e quindi in rischio all'inizio del periodo assicurativo in questione.
- Effettuato il conteggio di cui sopra, ne viene data comunicazione dall'assicuratore all'azienda assicurata che ha quindici giorni di tempo per pagare questo importo, che assume a tutti gli effetti il significato di un conguaglio; questo termine temporale tuttavia, nella prassi, non è tassativo.

Va notato che, siccome la determinazione del premio effettivo "deborda" nel periodo assicurativo successivo, il conteggio e il pagamento del conguaglio procedono autonomamente, indipendentemente dalle operazioni afferenti al nuovo periodo assicurativo, sia che l'azienda cliente continui a essere assicurata nel nuovo periodo presso il medesimo assicuratore o meno.
Nella prassi l'insieme di questi adempimenti può subire semplificazioni: dipende sempre da eventuali accordi contrattuali di origine commerciale nel corso della trattativa che precede la stipula della polizza.

### Requisiti necessari del contratto di assicurazione
Art. 1882. Nozione.

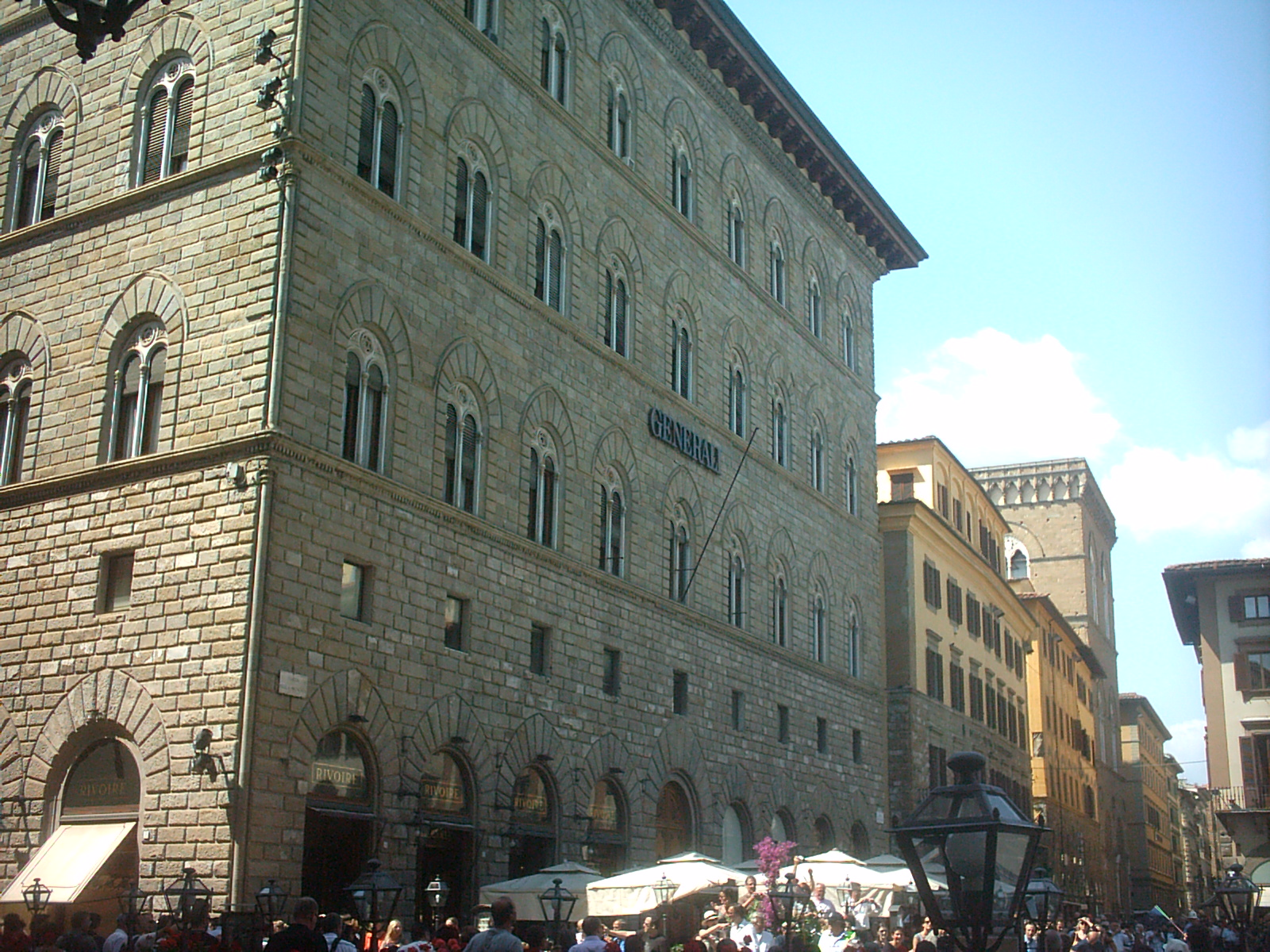
Palazzo delle Assicurazioni Generali, Firenze

L'assicurazione è il contratto col quale l'assicuratore, verso pagamento di un premio si obbliga a rivalere l'assicurato, entro i limiti convenuti, del danno ad esso prodotto da un sinistro, ovvero a pagare un capitale o una rendita al verificarsi di un evento attinente alla vita umana.
Un contratto d'assicurazione deve rispondere alle seguenti caratteristiche:
1. è oneroso, l'assicuratore assume su di sé un rischio dietro pagamento di un premio,
2. è aleatorio, per entrambi i soggetti (assicurato e assicuratore) esiste l'incertezza dell'accadimento o non di un dato evento;
3. è soggetto ad un vincolo di reciprocità tra l'assicurato e l'assicuratore[8]

#### Funzione del contratto di assicurazione

##### Il contratto di assicurazione contro i danni e la sua funzione indennitaria
Nelle assicurazioni contro i danni, il contratto d'assicurazione assume un carattere indennitario avendo lo scopo di garantire all'assicurato l'indennizzo di un danno subito, ovvero tutelare il proprio patrimonio dalle conseguenze economiche di un determinato evento. Alla luce di ciò, il danno rappresenta al contempo il presupposto e anche il limite dell'assicurazione.
Affinché l'assicurazione produca i suoi effetti è necessario che si verifichi un danno compreso tra quelli "garantiti" dalla polizza (= contratto), ma il danno rappresenta anche il limite massimo dell'indennizzo; questo perché nessun lucro o illecito arricchimento potrà mai derivare, all'assicurato, da un sinistro secondo il noto "principio indennitario".
Il principio in parola trova conferma in diversi articoli del Codice Civile:
- Art. 1904. Interesse dell'assicurato.
Il contratto d'assicurazione contro i danni è nullo (artt. 1418, 1895 Codice Civile) se, nel momento in cui l'assicurazione deve avere inizio, non esiste un interesse dell'assicurato al risarcimento del danno.
Secondo il principio indennitario il contratto è nullo se al momento del sinistro l'assicurato non ha interesse alla tutela del bene assicurato, in altri termini se è assente un rapporto economico tra l'assicurato e il bene, per cui, in caso di sinistro, l'assicurato non ha da patire alcun pregiudizio economico, il contratto è nullo. L'interesse dell'assicurato verso un determinato bene non si produce solamente con la mera proprietà, ma è sufficiente che vi sia un qualsiasi diritto di godimento o di garanzia o di usufrutto perché questo si determini. Può accadere allora che su un medesimo bene siano stipulate identiche polizze da parte di più soggetti, tutti ugualmente interessati secondo il proprio diritto. Se nel corso del contratto dovesse venire meno l'interesse dell'assicurato verso la cosa, il contratto cesserà anticipatamente. Spetta all'assicurato dimostrare il suo cessato interesse verso il bene assicurato.

- Art. 1905. Limiti del risarcimento. L'assicuratore è tenuto a risarcire, nei modi e nei limiti stabiliti dal contratto, il danno sofferto dall'assicurato in conseguenza del sinistro (artt. 1223, 1900, 1908, 1917 Codice Civile). L'assicuratore risponde del profitto sperato solo se si è espressamente obbligato.
L'articolo sottolinea un principio fondamentale in materia assicurativa: il principio indennitario, in base al quale l'assicuratore non può mai versare all'assicurato un'indennità (somma) superiore al danno subito. Qualora ciò si verificasse, si realizzerebbe per l'assicurato un'ipotesi di vero e proprio arricchimento.

- Art. 1908. Valore della cosa assicurata.
Nell'accertare il danno (art. 1905 Codice Civile) non si può attribuire alle cose perite o danneggiate un valore superiore a quello che avevano al tempo del sinistro (artt. 1907, 1909 Codice Civile). Il valore delle cose assicurate può essere tuttavia stabilito al tempo della conclusione del contratto, mediante stima accettata per iscritto dalle parti (art. 2725 Codice Civile). Non equivale a stima accettata la dichiarazione di valore delle cose assicurate contenuta nella polizza o in altri documenti (art. 515 Codice Civile, art. 1021 Codice della Navigazione). Nell'assicurazione dei prodotti del suolo il danno si determina in relazione al valore che i prodotti avrebbero avuto al tempo della maturazione o al tempo in cui ordinariamente si raccolgono.
Il legislatore ha dettato delle precise regole per l'accertamento del valore delle cose oggetto del contratto. Nel caso di polizza stimata l'assicuratore risarcisce il danno tenendo conto del valore attribuito dalle parti. Ma, nel rispetto del principio indennitario, qualora tale stima risulti esagerata l'assicuratore potrà dimostrare che il valore reale delle cose è inferiore rispetto a quanto stabilito nella polizza e, di conseguenza, potrà non rispettare la stima.

- Art. 1909. Assicurazione per somma eccedente il valore delle cose.
L'assicurazione per una somma che eccede il valore reale della cosa assicurata (art. 1908 Codice Civile) non è valida se vi è dolo da parte dell'assicurato (art. 1900 Codice Civile); l'assicuratore, se è in buona fede, ha diritto ai premi del periodo in corso (art. 1898 Codice Civile). Se non vi è stato dolo da parte del contraente, il contratto ha effetto fino alla concorrenza del valore reale della cosa assicurata, e il contraente ha diritto di ottenere per l'avvenire una proporzionale riduzione del premio.
Il principio indennitario trova anche in quest'articolo la sua ragione di essere, se l'assicurato intenzionalmente esagera il valore del bene per trarne, in caso di sinistro, un ingiusto profitto, l'assicurazione non è valida. Spetta all'assicuratore la prova del comportamento doloso da parte dell'assicurato. Per quanto riguarda la buona fede dell'assicuratore, questi ha diritto ai premi di assicurazione in corso, se era all'oscuro del reale valore del bene assicurato, ma giurisprudenza vuole che in mancanza di buona fede da parte dell'assicuratore (se, cioè, sussiste accordo tra assicurato ed assicuratore) il contratto sia parimenti nullo. In assenza di dolo il contratto produce i suoi effetti fino al valore reale del bene assicurato e per le rate future l'assicurato ha diritto alla riduzione del premio in proporzione.

- Art. 1910. Assicurazione presso diversi assicuratori.
Se per il medesimo rischio sono contratte separatamente più assicurazioni presso diversi assicuratori, l'assicurato deve dare avviso di tutte le assicurazioni a ciascun assicuratore.
Se l'assicurato omette dolosamente di dare l'avviso, gli assicuratori non sono tenuti a pagare l'indennità. Nel caso di sinistro, l'assicurato deve darne avviso a tutti gli assicuratori a norma dell'art. 1913, indicando a ciascuno il nome degli altri. L'assicurato può chiedere a ciascun assicuratore l'indennità dovuta secondo il rispettivo contratto, purché le somme complessivamente riscosse non superino l'ammontare del danno (art. 1980 del codice civile). L'assicuratore che ha pagato ha diritto di regresso (art. 1299 del codice civile) contro gli altri per la ripartizione proporzionale in ragione delle indennità dovute secondo i rispettivi contratti. Se un assicuratore è insolvente, la sua quota viene ripartita fra gli altri assicuratori.
L'articolo in esame disciplina la cosiddetta "coassicurazione indiretta" e anche in questo caso il legislatore ha voluto ribadire il principio indennitario delle assicurazioni, impedendo che con fraudolenza l'assicurato possa trarre un indebito arricchimento tacendo l'esistenza di più assicurazioni sul medesimo bene. Il primo comma dispone che l'assicurato debba dare avviso, senza particolare forma, a tutti gli assicuratori con cui l'assicurato abbia in vigore, al momento del verificarsi del sinistro, altri contratti assicurativi per il medesimo rischio. Detto obbligo sussiste in ogni caso, quindi anche quando la somma delle diverse assicurazioni non determina sovrassicurazione. In caso di dolo, gli assicuratori, ai quali spetta l'onere della prova, non sono obbligati al risarcimento del danno. Perché sussista il dolo, è opinione comune, non sono richiesti particolari artifici o raggiri da parte dell'assicurato, è sufficiente che questi ometta intenzionalmente di dare avviso all'assicuratore dell'esistenza di medesime assicurazioni. Va da sé che nel caso di dolo, gli assicuratori non sono tenuti al risarcimento del primo sinistro, per eventuali sinistri successivi, poiché gli assicuratori ormai sono a conoscenza dell'esistenza di altri contratti, essi sono obbligati all'indennizzo secondo i rispettivi contratti.
Nel terzo comma, anche se non si fa menzione di eventuali sanzioni in caso di omesso avviso agli assicuratori a seguito di un sinistro, è opinione comune ritenere che l'assicurato vada incontro alle conseguenze dell'art. 1913 esplicitamente richiamato, ed anche del disposto dell'art. 1915, valido in ogni caso. L'assicurato, in caso di sinistro, può chiedere a ciascun assicuratore (quindi anche solo a qualcuno degli assicuratori) l'indennizzo, ma l'assicuratore che ha pagato ha diritto di rivalersi su tutti gli altri. Se l'assicurato può richiedere a ciascun assicuratore l'indennità dovuta, ogni assicuratore separatamente, può avanzare tutte le eccezioni secondo il rispettivo contratto. Ogni contratto ha vita a sé, perciò ciascun assicuratore può provvedere separatamente dagli altri all'accertamento, alla valutazione ed alla liquidazione del danno.
L'ultimo comma dell'articolo in questione stabilisce che ciascun assicuratore che ha pagato, può rivalersi sugli altri per una ripartizione proporzionata secondo i rispettivi contratti; quindi nel caso in cui il contratto di uno o più assicuratori non preveda una o più garanzie oggetto della prestazione, questi non sono tenuti al pagamento in solido. Quest'interpretazione può dare origine a non pochi problemi, per questo motivo gli assicuratori, generalmente, disciplinano il caso di coassicurazione indiretta con l'inserimento in polizza di opportune clausole, in virtù del fatto che l'art. 1910 non rientra fra quelli previsti all'art. 1932 Codice Civile. Una puntualizzazione si rende necessaria a proposito dell'adempimento dell'obbligo di avviso. La legge non dispone un termine entro il quale l'assicurato deve dare avviso a tutti gli assicuratori dell'esistenza di più contratti, si può ritenere quindi che il termine ultimo sia il momento dell'accadimento del sinistro.

##### Durata del contratto di assicurazione contro i danni
Ferma restando la durata annuale della copertura, e il corrispondente pagamento del premio da parte del contraente, è possibile stipulare contratti di assicurazione poliennali, contratti cioè di durata superiore all'anno, con un massimo di cinque anni. In questo periodo, salvo diversa pattuizione, il contraente è obbligato a stipulare la stessa polizza con la stessa Compagnia di assicurazione per cinque anni e contemporaneamente la Compagnia non può rifiutarsi di obbligarsi alle stesse condizioni (premi e capitali o massimali invariati in particolare) con il medesimo contraente. La stipula poliennale ha il vantaggio per l'assicuratore di garantirsi un cliente per cinque anni e il per contraente di ottenere l'identica copertura a un prezzo invariato. Naturalmente, alla scadenza di ogni annualità il contraente deve corrispondere all'assicuratore il premio annuo pattuito, fatto per il quale ha 15 giorni di tempo (periodo detto "di mora") per ottemperare: qualora ciò non avvenga, le garanzie del contratto restano sospese fino alle ore 24 del giorno in cui il premio relativo a quella annualità non viene pagato. Il pagamento del premio oltre il periodo di mora non "copre" eventuali sinistri che siano avvenuti tra il quindicesimo giorno dalla scadenza e il giorno dell'effettivo pagamento. A causa dell'inflazione è possibile che il capitale o i massimali assicurati nel corso del quinquennio non siano più sufficienti a una copertura totale, nel qual caso l'assicurato si ritrova nella situazione di subire, in caso di sinistro, l'applicazione della cosiddetta "regola proporzionale" (riduzione dell'indennizzo in percentuale pari al rapporto tra capitale assicurato e valore della cosa assicurata). Per ovviare a questo inconveniente esistono polizze poliennali che prevedono l'adeguamento automatico dei capitali delle cose assicurate all'indice ISTAT, e di conseguenza anche i premi dovuti subiscono un aumento di pari entità percentuale.

##### Le condizioni generali di assicurazione
Le condizioni generali di polizza sono clausole che riportano il contratto tipico per tutti i contraenti. Vengono redatte dall'assicuratore ed hanno lo scopo specifico di uniformare tutti i contratti relativi ad un particolare rischio. Le clausole cosiddette "particolari" o "speciali", sono invece il risultato di un'elaborazione comune tra l'assicuratore e l'assicurato, e sono dirette a disciplinare ogni singolo rischio. In caso di incompatibilità tra le condizioni generali di assicurazione e le condizioni speciali o particolari, queste ultime prevalgono sulle prime, al pari delle clausole aggiuntive al modulo o al formulario le quali prevalgono su quelle riportate sul medesimo.

## L'imposta sulle assicurazioni
Tutti i documenti che intercorrono fra società di assicurazione, intermediari e assicurati, inerenti al rapporto emergente da un contratto di assicurazione (quindi quietanze rilasciate per i pagamenti di premi e accessori, quelle firmate dal beneficiario per l'incasso di risarcimenti parziali o totali a seguito di sinistri, quietanze emesse per l'incasso di provvigioni, ecc.) sono esenti dalle imposte di bollo e di registro. Il fatto è abbastanza comprensibile se si pensa all'enorme numero di partite a questo titolo che diversamente ne emergerebbe.
Tuttavia, a surroga di tale mancata imposizione, è in vigore un'imposta sulle assicurazioni che viene applicata in percentuale dei singoli premi incassati secondo una tariffa allegata alla legge istitutiva della medesima (e alle sue modificazioni e integrazioni), che differenzia l'aliquota da applicarsi al premio incassato a seconda del tipo di rischio assicurato (ramo) o della combinazione di rischi (polizze cosiddette "plurime" in quanto assicurano con un solo contratto una combinazione di rischi elementari). La società assicuratrice può ribaltare il costo di questa imposta sul contraente a titolo di rivalsa. Sulle quietanze rilasciate ai contraenti a fronte dei loro pagamenti di premi di assicurazione, accanto all'importo quietanzato compare la dicitura: "di cui tasse …" seguita dall'importo dell'imposta afferente al relativo premio. 
La società assicuratrice è obbligata, a questo scopo, a tenere un libro contabile, detto "registro premi" o "registro dei premi" su cui annotare in ordine cronologico per data di incasso, tutti gli incassi di premi ricevuti, indicando per ciascuno in colonna gli estremi del contratto (polizza), il tipo di pagamento (annualità di polizza, quietanza per rata intermedia o rinnovo annuale, variazione di rischio comportante un incasso, ecc.), il codice indicante la tariffa applicata di cui sopra, l'importo incassato, l'importo applicato a titolo di imposta, la data d'incasso. È sulla base delle risultanze periodiche di questo registro (totali per periodo) che la società di assicurazione provvede al versamento cumulativo degli importi incassati a questo titolo, all'Agenzia delle entrate. Questo libro va tenuto secondo i dettami del Codice Civile previsti per la tenuta dei libri contabili obbligatori. L'imposta pagata dal contraente è considerata acquisita all'erario e la società di assicurazioni non è autorizzata ad effettuarne rimborsi. Quindi, se per motivi i più svariati, la società assicuratrice deve rimborsare un premio o parte di esso, il rimborso avverrà al netto dell'imposta precedentemente pagata dal contraente. Su questo libro sono ammessi tuttavia storni totali (cioè comprensivi dell'imposta) solo in caso di rettifica di errori materiali commessi in precedenti registrazioni.

## Principali tipologie di assicurazione

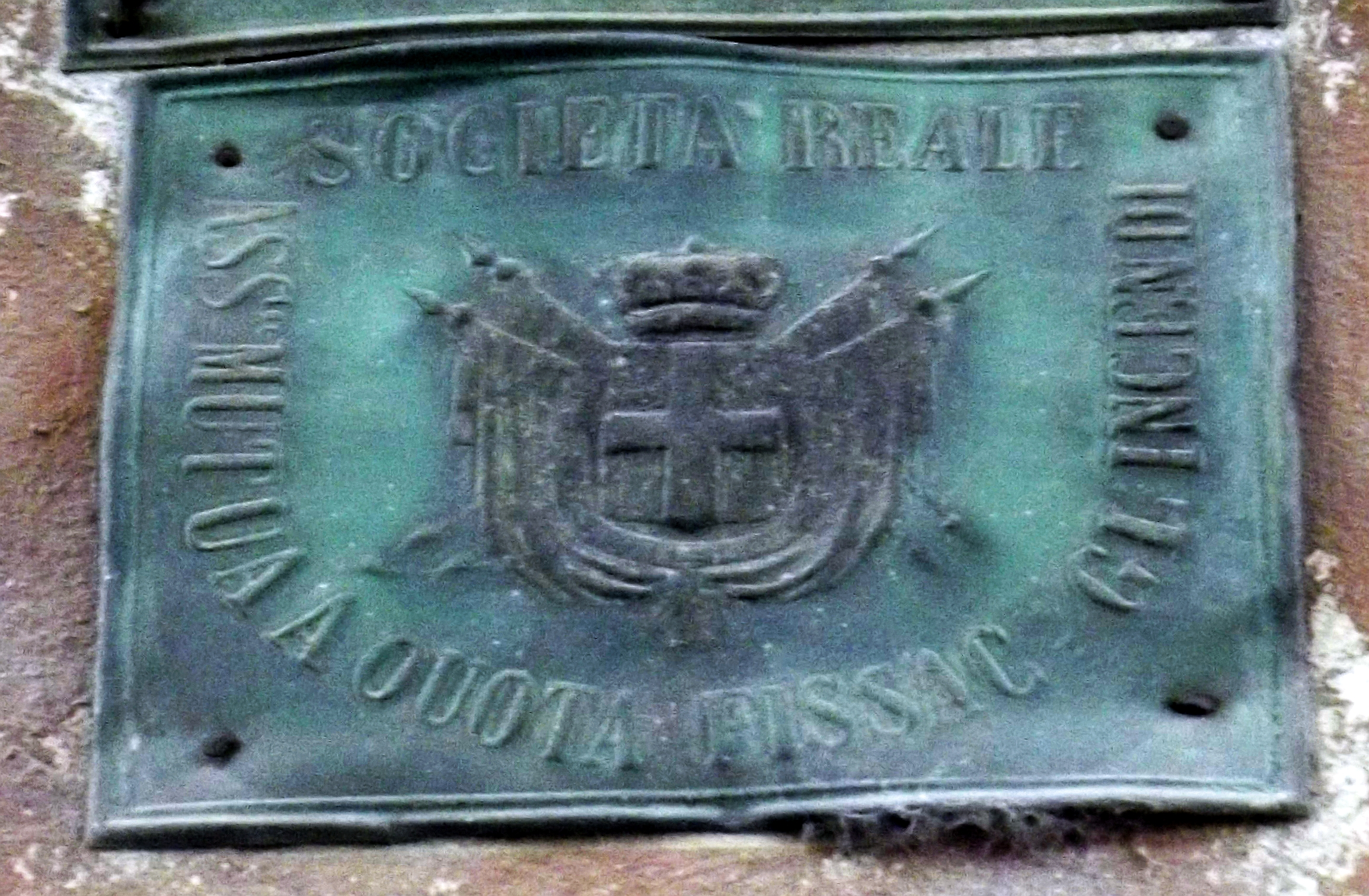
Vecchia targa con l'indicazione dell'avvenuta assicurazione anti-incendio di un edificio (Lanzo Torinese)

Si possono individuare due categorie d'assicurazione:
1. l'assicurazione contro i danni - in essa rientrano i contratti con i quali l'assicuratore risarcisce la diminuzione del patrimonio dell'assicurato in relazione al verificarsi di un evento dannoso. Tra tali eventi sono contemplati la distruzione, la perdita, il deterioramento di beni (assicurazione per i danni a cose); la diminuzione o la totale perdita della capacità di produrre reddito, morte eventualmente inclusa (assicurazione per i danni alla persona); la responsabilità dell'assicurato per i danni arrecati a terzi o a cose di terzi (assicurazione della responsabilità civile).
2. l'assicurazione sulla vita, ovvero le assicurazioni sulla durata della vita umana, dove l'assicuratore si obbliga a pagare un capitale ovvero una rendita quando:
  - sopraggiunge la morte dell'assicurato (assicurazione per il caso di morte);
  - l'assicurato raggiunge una determinata età (assicurazione per il caso di vita);
  - alla scadenza di un termine prefissato o in caso di morte dell'assicurato (polizze miste).

### Assicurazioni obbligatorie
Alcune forme assicurative sono obbligatorie: il cittadino (o la società di persone e la società di capitali) è obbligato a contrarre un'assicurazione, alcune volte potendo tuttavia scegliere con quali società stipulare un contratto di assicurazione obbligatoria (come, ad esempio, un'assicurazione di responsabilità civile per la circolazione dei veicoli), altre volte invece essendo obbligato a rivolgersi a un'unica società, tipicamente statale (come, ad esempio, per l'INAIL, assicurazione obbligatoria contro gli infortuni sul lavoro per la maggior parte dei lavoratori), ovvero, può trovarsi a pagare obbligatoriamente una copertura assicurativa in quanto il corrispettivo premio è incluso nel prezzo del bene o servizio acquistato, come il caso dei rischi derivanti dall'utilizzo del gas distribuito tramite le reti, ove il premio della polizza è incluso nella fattura emessa dalla società a partecipazione pubblica distributrice del gas, che a sua volta è assicurata per tramite del Comitato Italiano GAS (CIG).
In campo previdenziale le assicurazioni obbligatorie sono chiamate assicurazioni sociali e in Italia quella estesa a più cittadini è l'assicurazione generale obbligatoria detta A.G.O., che contempla una serie di prestazioni previdenziali corrisposte dallo Stato attraverso gli enti previdenziali. 
Con l'istituzione del Servizio Sanitario Nazionale (SSN), ogni cittadino italiano ha diritto alle prestazioni sanitarie che gli necessitano, dall'assistenza di un "medico di base", scelto fra una rosa di medici convenzionati e operante nel territorio di residenza, al ricovero in ospedale o in una clinica convenzionata, con eventuale intervento chirurgico, e al diritto di ottenere i farmaci prescritti dal medico di base gratuitamente o dietro pagamento di un contributo (ticket). Il Servizio sanitario nazionale opera così come un'assicurazione del rischio malattia, rischio che può essere coperto da polizze private.

### L'assicurazione delle imprese
Quando l'assicurato è un'azienda, tenuta ovviamente a una contabilità e ad un bilancio, l'assicurazione ha sue particolari caratteristiche in ordine alla registrazione nelle poste contabili dell'azienda assicurata e nei suoi bilanci. Non vi è dubbio che l'assicurazione stipulata da un'azienda rientri tra le sue voci di costo, anche se nel bilancio compare "inserita" all'interno di una voce più generale tipo "spese di funzionamento" o altre, che raggruppano in una sola voce di bilancio più tipologie di costi. Poiché l'assicurazione ha in genere la durata di un anno, rinnovabile di anno in anno, il pagamento del premio da parte dell'azienda assicurata pone un problema contabile per quest'ultima a seconda di quando inizia la copertura. Infatti se la polizza in questione viene stipulata in corso d'anno (o comunque durante l'esercizio contabile dell'assicurato) il suo costo non può essere contabilmente attribuito per intero all'esercizio durante il quale si verifica. Infatti la contropartita economica che sta a fronte del premio di polizza per l'assicurato è la copertura del rischio per tutto il periodo di validità della garanzia di polizza e ciò implica, per il principio contabile della competenza, che una parte del costo debba venire attribuita all'esercizio successivo. Esemplificando, se l'azienda assicurata redige un bilancio annuale il cui esercizio coincide con l'anno solare, il pagamento di un premio annuo che abbia luogo, ad esempio, il 1º aprile, fa sì che l'effetto economico della copertura che ne consegue, si protragga per tre mesi nell'esercizio contabile successivo. A questo fatto si deve dare seguito iscrivendo nel Conto Economico un risconto attivo per l'importo corrispondente pari, nel caso ipotizzato, a 3/12 del premio pagato ad aprile. Nell'esercizio successivo tale risconto verrà "girato" alle Perdite del Conto economico, nella voce che raccoglie i costi di assicurazione di quell'anno. A evitare questa complicazione le aziende tendono a far coincidere la scadenza delle loro polizze con la scadenza dell'Esercizio contabile. Eventuali polizze stipulate per necessità (insorgenza del rischio) nel corso dell'esercizio contabile, vengono redatte con il pagamento iniziale di un rateo pari al costo del periodo che separa la data di pagamento dalla scadenza dell'esercizio in corso, quando poi verrà eventualmente pagato l'ammontare annuo del premio per l'intero esercizio successivo.

### Assicurazione contro le malattie
Il SSN non può per legge essere sostituito da sistemi privati, è tuttavia possibile stipulare polizze sanitarie che, in caso di malattia, consentano di ottenere prestazioni aggiuntive o migliorative di quelle garantite "di base" dal SSN: ricoveri in cliniche non convenzionate, o in cliniche od ospedali in reparti riservati a pazienti paganti, con eventuale intervento chirurgico nelle cliniche private, visite mediche presso specialisti non convenzionati con il SSN, o addirittura ricorrere a prestazioni mediche e/o chirurgiche all'estero. In generale in queste polizze la prima annualità è "penalizzata" da un cosiddetto "periodo di carenza", cioè di un periodo in cui certe garanzie non sono operative fino a una certa data dall'entrata in vigore della polizza; tale periodo non è più applicabile alle annualità successive nel caso in cui l'assicurato prosegua, senza soluzione di continuità, nel mantenere la copertura anche per le annualità successive con la medesima compagnia di assicurazione. Per la stipula di assicurazione contro le malattie l'assicuratore richiede preventivamente la compilazione e sottoscrizione da parte dell'assicurando, di un questionario anamnetico.

### Assicurazione sulla Responsabilità civile
L'assicurazione sulla responsabilità civile copre i danni derivanti all'assicurato da eventi per cui questi sia tenuto al pagamento di un indennizzo a una terza persona o ente. Essa opera solo nel caso in cui gli eventi di cui sopra non siano frutto di un comportamento doloso da parte dell'assicurato, ma solo colposo. Esemplificando, si supponga quanto segue:
l'assicurato, che abita all'ottavo piano di uno stabile provvisto di balcone con parapetti in muratura e che dà sulla strada sottostante, poggia su questi, ad abbellimento, uno o più vasi di fiori senza dotarli di protezioni che ne impediscano la caduta sulla strada; in un certo momento, inavvertitamente, ne provoca la caduta mentre sotto il balcone, sulla strada, è parcheggiata o transita un'autovettura sulla cui capote cade uno di questi vasi provocando evidenti e non lievi danni alla medesima. L'assicurato è civilmente responsabile del danno arrecato all'auto e tenuto a risarcirne il valore al proprietario. Il danno pecuniario che in questi casi l'assicurato subirebbe (esborso del risarcimento al proprietario dell'auto) può essere assicurato con una polizza di responsabilità civile.
Naturalmente la casistica è vastissima, la dizione corretta è: Assicurazione sulla responsabilità civile per fatti della vita privata. Dall'assicurazione sono esclusi danni provocati intenzionalmente dall'assicurato; nell'esempio, se la caduta del vaso non fosse accidentale ma provocata volutamente dall'assicurato (per esempio a causa di un dissidio con il proprietario dell'autovettura), la responsabilità per tale comportamento non è assicurabile.
È parimenti non assicurabile il danno pecuniario dovuto al pagamento di ammende comminate dalla pubblica autorità quali contravvenzioni, multe, ecc.
La dizione "fatti della vita privata" non deve trarre in inganno: l'assicurazione di responsabilità civile può essere stipulata anche da persone giuridiche (aziende, enti, ecc.). L'assicuratore che presta tale garanzia è tenuto a sostenere in causa l'assicurato qualora questi sia stato citato in giudizio dal danneggiato e le spese legali «… sono a carico dell'assicuratore nel limite di un quarto della somma assicurata.» Il sinistro, nel caso in questione, non è l'evento che ha provocato il danno ma la richiesta di risarcimento avanzata dal danneggiato. 
L'assicuratore ha facoltà di trattare il risarcimento direttamente con il danneggiato, informandone l'assicurato, il quale è tenuto a non compiere atti o effettuare dichiarazioni riguardo alla materia, senza l'assenso scritto dell'assicuratore. Questa clausola, inserita nelle condizioni di polizza, se non rispettata può determinare la perdita al diritto di risarcimento dovuto dall'assicuratore. 
In caso di ricorso alla magistratura da parte del danneggiato, se durante il procedimento giudiziario l'assicuratore si rende conto che questo tende a evolvere a favore del danneggiato per una somma superiore al massimale assicurato, "si spoglia" ufficialmente della somma massima da lui eventualmente dovuta (massimale del contratto di assicurazione) depositandola su un libretto bancario intestato "a favore di chi spetta", che viene conservato in genere nella banca stessa; di questo l'assicuratore dà notizia all'assicurato e alle eventuali controparti, nonché al magistrato competente, dopo di che si disinteressa al caso. La somma può essere liberata a favore del danneggiato solo per disposizione del giudice. Tale azione costituisce per l'assicuratore un vero e proprio pagamento di sinistro che viene trattato amministrativamente come tutti gli altri pagamenti di sinistri.
La garanzia di Responsabilità civile è spesso presente come garanzia accessoria in polizze stipulate a copertura di altro tipo di danni, ad esempio polizze contro i danni da incendio.

### Assicurazione sulla Responsabilità professionale
L'obbligo di sottoscrivere una polizza assicurativa per la responsabilità civile del professionista è chiaramente fissato dalla Legge 247 del 2012, obbligo peraltro rinforzato dal successivo d.P.R. n.137/2013; tuttavia l'obbligo risulta sospeso in forza della mancanza di parametri operativi fondamentali quali i massimali minimi. Infatti l'obbligo per la categoria professionale degli avvocati è divenuto effettivo solamente a seguito della più recente definizione di tali parametri.

### Assicurazione sanitaria
In Italia, la legge 23 dicembre 1978, n. 833 soppresse il sistema mutualistico e istituì il "Servizio sanitario nazionale", con decorrenza dal 1º luglio 1980. Il SSN assicura a ogni cittadino italiano ed europeo convenzionato un'ampia gamma di prestazioni sanitarie, ma evidentemente non può coprire tutte le situazioni di malattia o infortunio. Dal 1999 il cittadino italiano può sottoscrivere una polizza di assicurazione sanitaria integrativa, con cui coprire eventuali spese precedentemente concordate con l'assicuratore, comprese eventuali prestazioni non coperte dal SSN; alcune di queste assicurazioni sono legate al contratto di lavoro del soggetto interessato: infatti il datore di lavoro può aver sottoscritto un accordo a copertura dei propri dipendenti, volontariamente o perché lo richiede la tipologia di contratto nazionale.
A differenza dell'Italia e altri Stati socialisti o socialdemocratici, nel modello di sanità in vigore negli Stati Uniti d'America, le spese sanitarie sono totalmente a carico dei cittadini che possono stipulare una polizza per coprire almeno parte del rischio sanitario. Oltre alla qualità di un sistema sanitario, sorgono polemiche sull'esclusione di quasi il 20% della popolazione dalla copertura sanitaria, la quale è un onere considerevole anche per il reddito medio degli americani; quando è in corso una patologia che richiede cure costose, la durata annuale e non pluriennale delle polizze, combinata al mancato obbligo di contrarre da parte delle compagnie, proprio nel momento di maggiore necessità significano esclusione certa anche per pagatori regolari.

### Assicurazione RC auto
Nei Paesi europei e negli Stati Uniti gli automobilisti sono obbligati a rinnovare annualmente l'assicurazione ai veicoli.
La Responsabilità Civile Autoveicoli (o RCA, o RCAuto) è una polizza assicurativa obbligatoria per veicoli a motore in circolazione nel territorio italiano, al fine di risarcire eventuali danni cagionati a terzi.
È sancita dalla Legge N° 990 del 24 dicembre 1969, la quale recita all'articolo 1:
I veicoli a motore senza guida di rotaie, compresi i filoveicoli e i rimorchi non possono essere posti in circolazione su strade di uso pubblico o su aree a queste equiparate se non siano coperti secondo le disposizioni della presente legge, dall'assicurazione per la responsabilità civile verso terzi prevista dell'art. 2054 del C.C.

### Le assicurazioni sulla vita
Una tipologia particolare di assicurazioni è quella delle assicurazioni sulla vita. Se ne possono classificare tre tipologie:
- Le assicurazioni di puro rischio
- Le assicurazioni di risparmio
- Le assicurazioni miste

#### Le assicurazioni di puro rischio
Sono anche dette "Temporanee caso morte", poiché il rischio coperto è quello di decesso dell'assicurato per qualsiasi motivo questo si verifichi, incluso il suicidio.Le uniche cause di decesso che vengono generalmente esplicitamente escluse sono quelle di morte a causa di guerra, anche non dichiarata, o a cause provocate da trasmutazioni dell'atomo. 
La durata del periodo assicurativo è, nella maggior parte dei casi, da 20 a 25 anni. Si tratta di una polizza tipica per il capofamiglia unico produttore di reddito, che desidera lasciare ai congiunti, in caso di suo decesso, una somma che consenta loro di vivere senza il suo apporto economico. Vi sono poi le temporanee dette "a due teste" con le quali, alla morte del contraente, l'indennizzo va al beneficiario indicato in polizza, dopo di che la polizza, pur non essendo più richiesto alcun premio, continua a "rimanere operativa" fino alla fine del periodo previsto alla stipula: se durante questo periodo, che va dal decesso dell'assicurato allo spirare della polizza, il primo beneficiario (testa) muore, un secondo beneficiario (o più di uno) indicato in polizza riceve un indennizzo dall'assicuratore pari a quello corrisposto dopo il decesso del primo assicurato. È la polizza classica per il capofamiglia con figli, unico produttore di reddito della famiglia, che desidera che il coniuge riceva al suo decesso una somma che gli (o le) consenta di vivere dignitosamente con il (o i ) figlio e vuol mettere al riparo economico anche la prole nel caso che il coniuge muoia dopo di lui ma comunque durante il periodo di validità della polizza. 
Se il capitale assicurato supera una certa soglia, la compagnia di assicurazione richiede prima di accettare il rischio, che l'assicurando si sottometta a una visita medica accurata presso un medico di fiducia dell'assicuratore, detto appunto "medico fiduciario", oltre a produrre una dichiarazione sullo stato di salute dell'assicurando da parte del suo medico di base. L'esito di questi referti può dar luogo al rifiuto dell'assicuratore a stipulare la polizza o a stipularla con un prezzo più elevato rispetto a quello standard della compagnia. Si dice in questo caso che il rischio assunto comunque è un "rischio tarato".
È possibile stipulare una polizza temporanea caso morte con la cosiddetta clausola "complementare infortuni", la quale prevede che in caso di decesso dell'assicurato venga corrisposta al beneficiario una somma pari al doppio del capitale assicurato se il decesso è dovuto a infortunio.
Gli indennizzi ricevuti dai superstiti nel caso di decesso dell'assicurato non sono soggetti all'Imposta sulle successioni, anche se i beneficiari sono gli eredi legittimi e/o testamentari.

#### Le assicurazioni di risparmio
Sono assicurazioni in cui al termine del periodo assicurativo il beneficiario riceve un importo pari alla somma dei premi versati più il valore dei frutti che il capitale così investito ha prodotto per l'assicuratore, dedotti i cosiddetti "caricamenti", cioè le spese che l'assicuratore ha dovuto sostenere per la gestione del contratto (prevalentemente costituite dalle provvigioni corrisposte all'intermediario, solitamente molto più basse di quelle che la compagnia di assicurazione paga agli intermediari per i rischi assunti nei rami danni). In caso di morte dell'assicurato, ai beneficiari indicati in polizza viene corrisposto un importo pari alla somma dei premi pagati da quest'ultimo dalla stipula del contratto fino al decesso. È possibile stipulare, pagando un supplemento adeguato, un contratto con "controassicurazione" che prevede, in caso di decesso dell'assicurato, la corresponsione al (o ai) beneficiario una somma pari al capitale che l'assicurato avrebbe pagato fino alla fine del periodo assicurativo se fosse rimasto in vita, indipendentemente dal numero di rate annuali da pagare fino al termine di validità del contratto.

#### Le assicurazioni miste
Si tratta di assicurazioni che comportano sia la riscossione di un capitale da parte del contraente al termine del periodo assicurativo che quella della somma dei premi pagati. Un mix tra assicurazione di puro rischio e di risparmio.

## Coassicurazione

### Coassicurazione diretta
La coassicurazione è una copertura assicurativa costituita da più contratti di assicurazione stipulati da un unico soggetto con compagnie diverse ma riguardanti il medesimo oggetto, le medesime garanzie e la medesima durata. I motivi di questo operare possono essere svariati:
- il contraente vuole ripartire il rischio su più compagnie per sua maggior sicurezza e/o mantenere rapporti di affari con più compagnie
- l'intermediario (agente o broker) ha interesse a proporre al cliente più contratti sullo stesso rischio poiché le compagnie cui si rivolge gli pagano provvigioni più alte di quelle che otterrebbe da una compagnia sola
- la compagnia cui si rivolge abitualmente il cliente trova difficoltà nel piazzare in riassicurazione l'intero rischio

Va da sé che la somma delle percentuali di rischio assunte dai singoli coassicuratori deve raggiungere, e non può superare, il 100% del rischio. Parimenti, al pagamento dei sinistri ciascuna coassicuratrice è debitrice di una quota corrispondente alla percentuale di rischio assunta.
La gestione di questi contratti è ovviamente più complicata di quella di un unico contratto (polizza) in quanto richiede la gestione di più rapporti. Per semplificare tale situazione il mercato ha determinato regole generali non scritte così formulate:
- Tra le compagnie assicuratrici del rischio ne viene scelta una che gestisca i contratti su quel rischio con il cliente anche per conto delle altre compagnie interessate (coassicuratrici). Questa compagnia è chiamata "delegataria" ed è, in generale, quella che detiene la quota più alta del rischio
- L'incasso del premio alla firma dei contratti è curato dall'intermediario (agente o broker) che ha proposto le polizze in coassicurazione, il quale distribuisce l'incasso alle compagnie coassicuratrici, direttamente o tramite i loro agenti sulla piazza; in assenza di intermediario è la delegataria che provvede tramite le proprie strutture
- In caso di sinistro la gestione di quest'ultimo è cura della delegataria che compie tutte le operazioni del caso (nomina del perito, trattativa con il danneggiato, pagamento del sinistro al danneggiato, ecc.) per l'intero ammontare del danno. Sarà poi sua cura chiedere alle coassicuratrici la loro quota di risarcimento. Non è infrequente il caso in cui la delegataria, prima di pagare il sinistro al danneggiato, raccolga presso le coassicuratrici le loro quote di risarcimento.

Nelle singole polizze viene indicata la presenza delle altre compagnie coassicuratrici.
Accanto a questa forma di coassicurazione, detta "diretta" vi è anche il caso di "coassicurazione indiretta".

### Coassicurazione indiretta
Si ha "coassicurazione indiretta" quando sul medesimo rischio sono presenti coperture di compagnie diverse (in genere impegnate al 100%) all'insaputa l'una dell'altra. In questo caso è frequente il fatto che le polizze in questione abbiano scadenze diverse e/o oggetti diversi nella loro generalità, ma che vengono a coincidere per quella parte di rischio al momento del sinistro. 
Un caso fra questi molto frequente riguarda le polizze incendio su appartamenti in condominio. Spesso gli amministratori di condominio stipulano polizze che coprono il rischio incendio e accessori sulle parti comuni del condominio, le quali sono però spesso anche coperte, pro quota, dalle polizze eventualmente stipulate da singoli condomini per il proprio appartamento. Per il principio indennitario il danneggiato non ha diritto a un risarcimento che, sommando quello della polizza condominiale a quello della polizza propria, sia superiore al danno effettivo. Queste situazioni sono di gestione complessa e, nel caso sopra citato, sarebbe dovere di ogni condomino che assicuri il proprio appartamento informarsi dell'esistenza di una polizza condominiale sulle parti comuni per comunicarne gli estremi al proprio assicuratore, che li indicherà sulla polizza del condomino. È in questi casi comunque compito dei periti, in caso di sinistro, accertarsi dell'esistenza eventuale di una doppia copertura.

## Sinistri
Quando si verifica un danno alla cosa assicurata e questo rientra nella casistica prevista dalla polizza e la data di accadimento è compresa nel periodo di validità della copertura assicurativa, l'evento assume il nome di "sinistro". Se il danno è di modesta entità, la sua valutazione precisa e la trattativa con il danneggiato per concordarne l'ammontare dell'indennizzo, sarà in genere effettuata da un funzionario della compagnia assicuratrice chiamato "liquidatore". Diversamente, sarà lo stesso liquidatore ad affidare le operazioni del caso ad un esperto (il "perito"). Le operazioni da effettuare, da parte del perito della compagnia assicuratrice, in questi casi sono:
- accertamento della risarcibilità del danno da un punto di vista temporale (risponde alla domanda: l'evento si è verificato nel corso del periodo assicurativo previsto in polizza?)
- accertamento della risarcibilità del danno in ordine al fatto che il bene danneggiato rientri tra quelli previsti nella polizza (risponde alla domanda: la cosa danneggiata è compresa tra quelle assicurate a termini di polizza?)
- accertamento della risarcibilità del danno in ordine alle modalità con cui si è verificato (la polizza esclude eventualmente il risarcimento se il sinistro si è verificato con certe modalità?[25])
- Valutazione economica del danno subìto nell'occasione dall'assicurato
- Concordato (in forma scritta) con il danneggiato/assicurato sul valore del risarcimento dovuto dall'assicuratore a termini di polizza

Eseguiti questi adempimenti, il perito consegnerà la sua relazione e l'accordo firmato dal danneggiato al liquidatore, che porrà in moto la procedura di pagamento. Al ricevimento dell'indennizzo l'assicurato dovrà firmare una quietanza liberatoria nei confronti della società assicuratrice in cui dichiara di essere soddisfatto della somma ricevuta e di non aver più nulla a pretendere a riguardo del sinistro in questione. Questa procedura si chiama "accordo amichevole". Se non si raggiunge tale accordo, la procedura prevista in polizza è la seguente:
- ciascuna delle due parti nomina un proprio perito (detto "perito di parte")
- i periti s'incontrano e concordano su un terzo perito, che viene da loro nominato e che fungerà da arbitro, formando il cosiddetto "collegio peritale"
- il collegio peritale esamina il sinistro e ne esprime la valutazione
- se non esiste accordo fra i due periti di parte sulla valutazione, il collegio determina votando a maggioranza l'ammontare dell'indennizzo, valore che diventa vincolante fra le due parti (assicuratore e danneggiato)

Il costo dei periti di parte viene pagato dalle rispettive parti, quello del terzo perito viene ripartito fra le due parti.
Va da sé che questa seconda procedura (che è comunque quella "canonica" prevista in polizza) allunga di molto i tempi del risarcimento, oltre che a costituire un non modesto costo aggiuntivo.

## Il mercato assicurativo e la teoria economica
Il mercato assicurativo ha lo scopo di ridurre l'area di incertezza del singolo individuo sulla sua situazione futura, questo a causa sia di una generale avversione al rischio sia di una situazione di informazione imperfetta.

La teoria economica cerca di spiegare il funzionamento del mercato assicurativo attraverso un ragionamento logico-matematico.
Consideriamo un individuo dotato delle seguenti caratteristiche:
- Reddito disponibile pari a w
- Probabilità di incorrere in un evento negativo pari a Π
- Danno in termini economici causato dall'evento negativo pari a d

All'individuo viene proposta una polizza assicurativa dotata delle seguenti caratteristiche:
- Risarcimento in caso di evento negativo pari a q
- Premio assicurativo pari a pq, dove p è compreso tra 0 ed 1. Il premio viene quindi considerato come una percentuale del risarcimento q.

Si parla di premio attuarialmente equo nel caso in cui p sia uguale a Π
Si parla di copertura completa nel caso in cui q sia pari a d
Supponiamo due eventi possibili:
- Evento 1: assenza dell'evento negativo.
- Evento 2: presenza dell'evento negativo.

Nel primo caso, il reddito dell'individuo sarà pari a:
{\displaystyle W_{1}=w-pq}
Nel secondo caso, il reddito sarà pari a:
{\displaystyle W_{2}=w-d+q-pq}
Poiché l'individuo razionale tende a scegliere una copertura completa, ossia un risarcimento integrale del danno subito, possiamo concludere che {\displaystyle W_{2}=w-pq=W_{1}}
Questo risultato porta ad una situazione di annullamento del rischio per l'individuo: qualunque cosa accada, il suo reddito sarà sempre pari al reddito iniziale, diminuito del premio pagato.
Dal punto di vista dell'impresa di assicurazione, in una situazione di concorrenza perfetta (ossia in cui i profitti sono nulli) e in assenza di costi di transazione, vi è convenienza a stabilire un premio attuarialmente equo; infatti, indicando con n il numero di assicurati:
- L'impresa paga risarcimenti per {\displaystyle \Pi nq}
- L'impresa incassa premi per {\displaystyle pqn}

Quindi {\displaystyle pqn-(\Pi nq)}
Il che significa che se Π = p, il bilancio dell'impresa è in equilibrio e i profitti sono nulli.

### Interazioni fra attori del mercato
La teoria economica modellizza tre principali tipi di interazione fra assicurato e compagnia di assicurazione:
- moral hazard: comportamenti scorretti, simulazione di fatti che danno diritto all'indennizzo. Gli assicuratori si proteggono con la copertura parziale del rischio tramite franchigie e scoperti, clausole che premino i comportamenti corretti, per esempio escludendo il risarcimento in caso di scorrettezze.
- adverse selection: tendono ad assicurarsi solamente i soggetti a più alto rischio, e pertanto il costo dei premi tende spontaneamente ad allinearsi ai livelli massimi teorici. La contitolarità delle polizze, e l'obbligatorietà della sottoscrizione della polizza, consentono una diversificazione del rischio per le compagnie.
- cream skimming: tendenza opposta delle compagnie a selezionare i soggetti col più basso profilo di rischio. Si riduce distribuendo il rischio a un pool di assicurazioni, che rispondono pro-quota limitatamente alla frazione del premio totale versato, ovvero con l'obbligo a contrarre col cliente a determinate condizioni.

### L'asimmetria informativa in un mercato assicurativo
La situazione appena descritta si complica quando esistono due tipi di individui (es. di tipo A e di tipo B), che hanno probabilità diverse di incorrere nell'evento negativo.
In termini matematici quindi {\displaystyle \Pi _{A}>\Pi _{B}}
In caso di asimmetria informativa, l'impresa assicuratrice non è in grado di riconoscere gli individui A e quelli B: in questo caso l'impresa, per non andare in perdita, deve applicare un premio p medio, in cui {\displaystyle \Pi _{A}>p>\Pi _{B}}.
Tuttavia, gli individui B non troveranno conveniente assicurarsi, poiché il premio p per unità monetaria risulta maggiore della probabilità che hanno di incorrere nell'evento negativo. Di conseguenza, gli individui B non si assicureranno, e sul mercato resteranno solo individui A.
A questo punto però, l'impresa di assicurazione per non andare in perdita deve aumentare il premio p in modo tale che {\displaystyle p=\Pi _{A}} e gli individui B saranno ancora più restii ad assicurarsi.
Questo fenomeno, secondo cui il prodotto/consumatore cattivo "scaccia" quello buono è detto di selezione avversa.

## Modello di business degli assicuratori
Gli assicuratori possono utilizzare un modello di business in abbonamento, raccogliendo periodicamente i premi in cambio di prestazioni continue e/o combinate offerte agli assicurati.

### Sottoscrizione e investimenti
Il modello di business degli assicuratori mira a generare più premi e investimenti di quanti ne vengano pagati in termini di perdite e ad offrire prezzi competitivi che i consumatori siano disposti ad accettare.
Gli assicuratori guadagnano in due modi:
- Attraverso la sottoscrizione, il processo con cui gli assicuratori selezionano i rischi da assicurare e decidono l'ammontare dei premi da applicare per accettare tali rischi e sopportare il peso del rischio nel caso in cui si concretizzi.
- Investendo i premi incassati dagli assicurati.

### Rivendicazioni
La gestione dei sinistri è l'utilità materiale dell'assicurazione; è il "prodotto" effettivo pagato per l'assicurazione. Le richieste di risarcimento possono essere presentate dagli assicurati direttamente all'assicuratore o tramite broker o agenti. L'assicuratore può richiedere che la richiesta di risarcimento sia presentata con i propri moduli, oppure può accettare richieste di risarcimento con moduli standard del settore, come quelli emessi da ACORD.

### Marketing
Gli assicuratori si avvalgono spesso di agenti assicurativi per la commercializzazione o la sottoscrizione iniziale dei loro clienti. Gli agenti possono essere captive, ovvero scrivere per una sola compagnia, o indipendenti, ovvero emettere polizze di più compagnie. L'esistenza e il successo delle compagnie che si avvalgono di agenti assicurativi sono probabilmente dovuti alla disponibilità di servizi migliori e personalizzati. Le aziende si avvalgono anche di società di intermediazione, banche e altre entità legali (ad esempio, gruppi di auto-aiuto, organizzazioni di microfinanza, ONG, ecc.

## Nella cultura di massa

### Nel cinema
- La fiamma del peccato (titolo originale: Double Indemnity), del 1944, diretto da Billy Wilder e interpretato da Fred MacMurray, Barbara Stanwyck e Edward G. Robinson.[36] In questo film la polizza intorno alla quale ruota la vicenda non è una polizza vita ma una polizza infortuni nella quale è inserita una clausola che prevede, in caso di morte dell'assicurato, il raddoppio del capitale da risarcire al beneficiario, se l'incidente che ha provocato il sinistro si è verificato in treno.
- L'appartamento (titolo originale: The Apartment) del 1960, diretto da Billy Wilder e interpretato da Jack Lemmon, Shirley MacLaine e Fred MacMurray. La vicenda di questo film è pressoché legata alla vita di tre dipendenti di una compagnia di assicurazione, elemento che ne determina gran parte della sceneggiatura.